# باولا ميلن
باولا ميلن (بالإنجليزية: Paula Milne)‏ هي كاتبة سيناريو بريطانية، ولدت في يونيو 1947 في باكينغهامشير في المملكة المتحدة.

## وصلات خارجية
- باولا ميلن على موقع IMDb (الإنجليزية)
- باولا ميلن على موقع ألو سيني (الفرنسية)
- باولا ميلن على موقع أول موفي (الإنجليزية)
- باولا ميلن على موقع قاعدة بيانات الأفلام السويدية (السويدية)
- باولا ميلن على موقع قاعدة بيانات الفيلم (الإنجليزية)
- باولا ميلن على موقع كينوبويسك (الروسية)